# Myopia alaskana
Genre
Espèce
Synonymes
- Isotoma alaskana Christiansen & Bellinger, 1980

Myopia alaskana, unique représentant du genre Myopia, est une espèce de collemboles de la famille des Isotomidae.

## Distribution
Cette espèce se rencontre en Amérique du Nord.

## Publication originale
- Christiansen & Bellinger, 1980 : Part 2. Families Onychiuridae and Isotomidae. The Collembola of North America North of the Rio Grande, Grinnell College, Iowa, p. 387-784.